# Lijst van afleveringen van Rescue Me
Dit is een lijst met afleveringen van de Amerikaanse televisieserie Rescue Me. De serie telt zes seizoenen. Een incompleet overzicht van de afleveringen is hieronder te vinden.

## Seizoen 1
| Nr. | Titel aflevering | Uitzenddatum VS   |
| --- | ---------------- | ----------------- |
| 1   | Guts             | 21 juli 2004      |
| 2   | Gay              | 28 juli 2004      |
| 3   | Kansas           | 4 augustus 2004   |
| 4   | DNA              | 11 augustus 2004  |
| 5   | Orphans          | 18 augustus 2004  |
| 6   | Revenge          | 25 augustus 2004  |
| 7   | Butterfly        | 1 september 2004  |
| 8   | Inches           | 8 september 2004  |
| 9   | Alarm            | 15 september 2004 |
| 10  | Immortal         | 22 september 2004 |
| 11  | Mom              | 29 september 2004 |
| 12  | Leaving          | 6 oktober 2004    |
| 13  | Sanctuary        | 13 oktober 2004   |

## Seizoen 2
| Nr. | Titel aflevering | Uitzenddatum VS   |
| --- | ---------------- | ----------------- |
| 1   | Voicemail        | 21 juni 2005      |
| 2   | Harmony          | 28 juni 2005      |
| 3   | Balls            | 5 juli 2005       |
| 4   | Twat             | 12 juli 2005      |
| 5   | Sensitivity      | 19 juli 2005      |
| 6   | Reunion          | 26 juli 2005      |
| 7   | Shame            | 2 augustus 2005   |
| 8   | Believe          | 9 augustus 2005   |
| 9   | Rebirth          | 16 augustus 2005  |
| 10  | Brains           | 23 augustus 2005  |
| 11  | Bitch            | 30 augustus 2005  |
| 12  | Happy            | 6 september 2005  |
| 13  | Justice          | 13 september 2005 |

## Seizoen 3
| Nr. | Titel aflevering | Uitzenddatum VS  |
| --- | ---------------- | ---------------- |
| 1   | Devil            | 30 mei 2006      |
| 2   | Discovery        | 6 juni 2006      |
| 3   | Torture          | 13 juni 2006     |
| 4   | Sparks           | 20 juni 2006     |
| 5   | Chlamydia        | 7 juli 2006      |
| 6   | Zombies          | 11 juli 2006     |
| 7   | Satisfaction     | 18 juli 2006     |
| 8   | Karate           | 25 juli 2006     |
| 9   | Pieces           | 1 augustus 2006  |
| 10  | Retards          | 8 augustus 2006  |
| 11  | Twilight         | 15 augustus 2006 |
| 12  | Hell             | 22 augustus 2006 |
| 13  | Beached          | 29 augustus 2006 |